# سون تیله
سوِن تیله (به آلمانی: Sven Thiele) (زادهٔ ۱۲ مهٔ ۱۹۶۹) کشتی‌گیر بازنشسته و مربی کشتی آلمانی است. او در دستهٔ فوق سنگین‌وزن کشتی آزاد ملی‌پوش آلمان در سه دورهٔ بازی‌های المپیک ۱۹۹۶ آتلانتا، ۲۰۰۰ سیدنی و ۲۰۰۴ آتن بود که به مقام‌های ششم، هفتم و نهم رسید. او همچنین نایب‌قهرمان مسابقات قهرمانی کشتی جهان در ۱۹۹۵ است.
او از سال ۲۰۱۳ تا ۲۰۱۶ مربی تیم ملی کشتی آزاد آلمان بود و در سال ۲۰۱۸ نیز سرمربی تیم ملی کشتی اتریش شد. سون تیله همچنین به عنوان یک مهندس برق مشغول به کار است و تدریس می‌کند.